# Spelande tränare

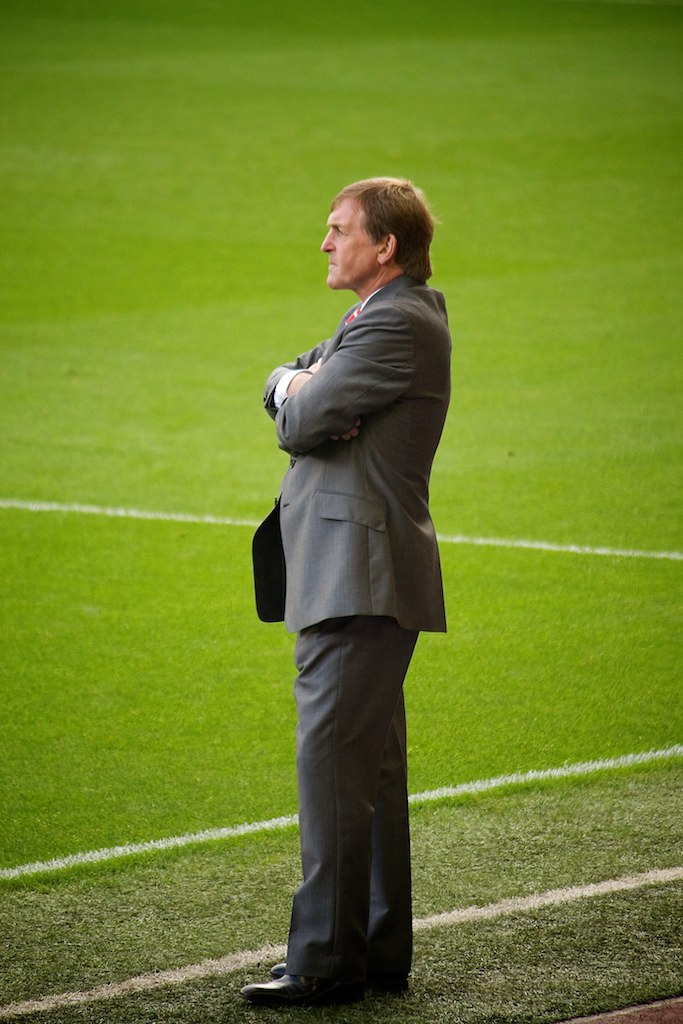
Kenny Dalglish blev spelande tränare för Liverpool FC 1985. Bilden är tagen vid ett senare tillfälle.

En spelande tränare är en person i en idrottsklubb som agerar både tränare och utövare. En spelande tränare har således alla arbetsuppgifter och befogenheter som en tränare har, men kan samtidigt själv delta i matcher som spelare. Termen kan syfta på en spelare som antingen är huvudtränare i klubben eller assisterande tränare.

## Spelande tränare i fotboll
Inom fotbollen var länge spelande tränare ett vanligt inslag, men antalet har kraftigt minskat sedan 2000-talet. Några spelande tränare som har lett sin klubb till framgångar är:
- Kenny Dalglish, som ledde Liverpool FC till vinst i både ligan och cupen säsongen 1985/1986.[2]
- Graeme Souness, som ledde Rangers FC till tre ligavinster.[2]
- Ruud Gullit, som 1997 vann FA-cupen med Chelsea FC.[2]

Den 4 juli 2013 annonserade Manchester United att Ryan Giggs utsetts till spelande tränare för att assistera David Moyes.